# دوروثي توماس
دوروثي توماس (بالإنجليزية: Dorothy Thomas)‏ هي كاتِبة أمريكية، ولدت في 13 أغسطس 1898 في بارنز في الولايات المتحدة، وتوفيت في 28 سبتمبر 1990.